# Settimio Simonini
Settimio Simonini (Mulazzo, 8 luglio 1913 – Angera, 14 giugno 1986) è stato un ciclista su strada italiano.
Professionista e indipendente tra il 1937 e il 1951, vinse due Giri dell'Appennino.

## Carriera
Soprannominato baffino, corse per alcune squadre di marca quali la Garin, la Wally, la Wilier Triestina e la Fréjus, oltre che per numerose società di club. Ottenne due vittorie al Giro dell'Appennino, nel 1936 (da dilettante) e nel 1948 (da indipendente). Colse buoni piazzamenti anche al Giro d'Italia, fu infatti quarto della generale nel 1938, quinto nel 1939 e decimo nel 1940, oltre a classificarsi terzo al Tour de Romandie nel 1949.

## Palmarès
- 1936 (U.S. Aullese)

Coppa Contessa Carnevale - Pugliola di Lerici
Circuito dell'Appennino
- 1947 (Wilier Triestina, una vittoria)

La Nazionale a Santo Stefano Magra
- 1948 (Viani Cral Imperia, due vittorie)

Genova-Ventimiglia
Giro dell'Appennino

## Piazzamenti

### Grandi giri
- Giro d'Italia

1937: 16º
1938: 4º
1939: 5º
1940: 10º
1947: 26º
1948: 19º
1949: 13º
- Tour de France

1938: ritirato (11ª tappa)

### Classiche monumento
- Milano-Sanremo

1937: 51º
1938: 77º
1939: 14º
1940: 56º
1949: 36º
1950: 9º
- Giro di Lombardia

1936: 7º
1948: 10º
1949: 13º
1950: 16º